# Cratere Ruslanova
Ruslanova  è un cratere sulla superficie di Venere. Deve il proprio nome a Lidia Andreevna Ruslanova (in russo Лидия Андреевна Русланова?), cantante sovietica di nazionalità russa.